# Stefan Thunberg
John Boris Stefan Thunberg, ursprungligen Sumonja, född 30 juni 1968 i Högalids församling, Stockholm, är en svensk manusförfattare och författare.
Thunberg är framförallt verksam som manusförfattare och har bland annat skrivit manus till Jägarna 2 och till flera av filmerna om Martin Beck, Hamilton och Kurt Wallander. På senare tid (2017–2021) har han bland annat skrivit manus till TV-serierna Fallet, Farang, Älska mig, Jägarna och Huss.
Han har blivit känd för de två böckerna Björndansen (2014) och En bror att dö för (2017) som han skrivit tillsammans med författaren Anders Roslund.
Björndansen är en roman fritt baserad på händelserna kring Militärligan, en kriminell liga verksam i början av 1990-talet, där Thunbergs far och tre av hans bröder var medlemmar. Boken har utkommit i flera upplagor på svenska och har getts ut på bland annat engelska, tyska, serbiska, bosniska, kroatiska, polska, slovenska, ryska, nederländska, spanska, danska, arabiska, japanska, litauiska och estniska.
Boken En bror att dö för kan sägas vara en friare fortsättning på Björndansen.